# Trần Văn Thảo (trung tướng)
Trần Văn Thảo là Trung tướng Công an nhân dân Việt Nam. Ông từng là Tổng cục trưởng Tổng cục Cảnh sát, Bộ Công an (Việt Nam) (đến 1 tháng 12 năm 2007).

## Tiểu sử
Tháng 6 năm 2003, Trần Văn Thảo là Thiếu tướng Công an nhân dân Việt Nam, Phó Tổng cục trưởng Tổng cục Cảnh sát, Bộ Công an (Việt Nam).
Từ tháng 8 năm 2005 đến tháng 1 năm 2006, Trần Văn Thảo là Thiếu tướng Công an nhân dân Việt Nam, Tổng cục trưởng Tổng cục Cảnh sát, Bộ Công an (Việt Nam).
Ngày 14 tháng 2 năm 2006, ông được Bộ Công an Việt Nam trao quân hàm Trung tướng Công an nhân dân Việt Nam cùng với Lê Quốc Sự (Tổng cục trưởng Tổng cục Tổng cục Hậu cần, Bộ Công an (Việt Nam)) và Đỗ Xuân Thọ (Tổng cục trưởng Tổng cục Kỹ thuật, Bộ Công an (Việt Nam)). Lúc này ông đang là Tổng cục trưởng Tổng cục Cảnh sát, Bộ Công an Việt Nam.
Tháng 7 năm 2006, Trần Văn Thảo là Trung tướng Công an nhân dân Việt Nam, Tổng cục trưởng Tổng cục Cảnh sát, Bộ Công an (Việt Nam).
Ngày 11 tháng 7 năm 2006, chỉ sau một ngày ủy ban thường vụ đảng ủy Đảng Cộng sản Việt Nam Tổng cục Cảnh sát thống nhất để thiếu tướng Cao Ngọc Oánh thôi giữ chức Thủ trưởng Cơ quan Cảnh sát điều tra, Trung tướng, Tổng cục trưởng Tổng cục Cảnh sát Trần Văn Thảo đã kí công văn đề nghị Bộ trưởng Bộ Công an Việt Nam bổ nhiệm thiếu tướng Phạm Quý Ngọ giữ chức vụ này thay cho ông Oánh.
Ngày 21 tháng 8 năm 2007, Trần Văn Thảo nhận quyết định nghỉ hưu (từ 1/12/2007). Chức vụ cuối cùng của ông là Tổng cục trưởng Tổng cục Cảnh sát, Bộ Công an.

## Phong tặng

### Lịch sử thụ phong quân hàm
- Thiếu tướng Công an nhân dân Việt Nam
- Trung tướng Công an nhân dân Việt Nam (thụ phong tháng 2 năm 2006)